# A Fine Day to Exit
A Fine Day to Exit är ett musikalbum utgivet av Anathema den 9 oktober 2001.

## Låtar på albumet
1. Pressure
2. Release
3. Looking Outside Inside
4. Leave No Trace
5. Underworld
6. Barriers
7. Panic
8. A Fine Day To Exit
9. Temporary Peace

Total speltid: 62:27